# دراگوویتا
دراگوویتا (به صربی: Dragovita) یک منطقهٔ مسکونی در صربستان است که در دیمیتروگراد واقع شده‌است. دراگوویتا ۸۱ نفر جمعیت دارد.